# Who the Fuck Are Arctic Monkeys?
| Оценки критиков | Оценки критиков |
| Источник        | Оценка          |
| --------------- | --------------- |
| AbsolutePunk    | (77%)           |
| MusicOMH        | (положительная) |
| Pitchfork       | (5.9/10)        |
| Роберт Кристгау | [ 4 ]           |

Who the Fuck Are Arctic Monkeys? — мини-альбом, а также сингл британской инди-рок-группы Arctic Monkeys, выпущенный 24 апреля 2006 года в Великобритании, а на следующий день — в США. Содержит песню «The View from the Afternoon» из их дебютного альбома Whatever People Say I Am, That’s What I’m Not, а также четыре другие композиции.
В качестве мини-альбома был выпущен в Канаде и Австралии, а как сингл — в Европе.

## Информация об альбоме
Arctic Monkeys планировали выпустить «The View from the Afternoon» отдельным синглом, однако решили расширить релиз до полноценного мини-альбома. Все песни, за исключением «The View from the Afternoon», являлись новым материалом, несмотря на то, что «Cigarette Smoker Fiona» представлял собой изменённый ранний трек «Cigarette Smoke», который появлялся в демозаписи Beneath the Boardwalk.
«Despair in the Departure Lounge» впервые была исполнена 13 марта 2006 года на концерте в Сан-Франциско в Great American Music Hall, когда аппаратура Энди Николсона сломалась и Алексу Тёрнеру пришлось самому развлекать толпу.
Ввиду наличия бранной лексики в песне «Who the Fuck are Arctic Monkeys?» её не транслировали по радио, что, впрочем, никак не повлияло на популярность группы, так как она использовала в качестве средства продвижения интернет.
Дизайн обложки был сделан ливерпульской студией Juno, фотография — Тимом Клисби.

## Список композиций
Все тексты написаны Алексом Тёрнером, вся музыка написана Arctic Monkeys.
| №  | Название                           | Длительность |
| -- | ---------------------------------- | ------------ |
| 1. | «The View from the Afternoon»      | 3:38         |
| 2. | «Cigarette Smoker Fiona»           | 2:56         |
| 3. | «Despair in the Departure Lounge»  | 3:22         |
| 4. | «No Buses»                         | 3:17         |
| 5. | «Who the Fuck are Arctic Monkeys?» | 5:36         |

## Участники записи
Arctic Monkeys
- Алекс Тёрнер — ведущий вокал, соло- и ритм-гитара; автор песен
- Джейми Кук — соло и ритм-гитара
- Мэтт Хэлдерс — ударные, вокал; соведущий вокал в «Who the Fuck Are Arctic Monkeys?»
- Энди Николсон — бас-гитара

Оформление
- Juno Liverpool — дизайнер
- Тим Клисби (англ. Timm Cleasby) — фотография

Технический персонал
- Джим Аббис (англ. Jim Abbiss) — продюсирование, звукозапись (только «The View from the Afternoon»)
- Юэн Дэвис (англ. Ewan Davies) — звукозапись (только «The View from the Afternoon»)
- Симон Барникотт (англ. Simon Barnicott) — сведение (только «The View from the Afternoon»)
- Майк Кросси (англ. Mike Crossey) — сведение (композиции с #2 по #4); продюсирование, звукорежиссура (композиции с #2 по #5)
- Помощники:
  - Оуэн Скиннер (англ. Owen Skinner) — сведение (только «The View from the Afternoon»)
  - Энди Сэйворс (англ. Andy Savors) — звукорежиссура (композиции #2 и #3)
  - Бэн Мейсон (англ. Ben Mason) — звукорежиссура (композиции #4 и #5)
- Алан Молдер (англ. Alan Moulder) — сведение (только «Who The Fuck Are Arctic Monkeys?»)

## Чарты
| Чарт              | Позиция |
| ----------------- | ------- |
| ARIA Charts       | 37      |
| IRMA              | 5       |
| Oricon            | 137     |
| SNEP              | 52      |
| Sverigetopplistan | 58      |
| Tracklisten       | 2       |